# Brilliant Moment
『Brilliant Moment』（ブリリアントモーメント）は、橋本みゆきの3枚目のベスト・アルバムである。

## 概要
内訳としてシングル3曲・コンピレーション収録6曲・特典CD収録3曲・初収録3曲の全15曲が収録されている。本作の前に発売された12thシングル曲「Sky Sanctuary」は次作『Double Flower』に収録されている。

## 収録曲
1. TIME
  - 作詞：みやび / 作曲：橋本みゆき / 編曲：鈴木マサキ
  - 『明日の君と逢うために 特典CD』収録。
2. 跪くまで5秒だけ!
  - 作詞：畑亜貴 / 作曲：渡辺拓也 / 編曲：鈴木マサキ
  - 11thシングル。
3. プリンセスラバー!
  - 作詞：橋本みゆき / 作曲・編曲：chokix
  - 『プリンセスラバー! 特典CD』収録。
4. to the sky
  - 作詞：橋本みゆき / 作曲・編曲：鈴木マサキ
  - 『MagusTale 〜世界樹と恋する魔法使い〜 オリジナルサウンドトラック』収録。
5. 秘密レシピ
  - 作詞：橋本みゆき / 作曲・編曲：鈴木マサキ
  - 『さくらシュトラッセ 特典CD』収録。
6. 愛のカケラ
  - 作詞：橋本みゆき / 作曲：福本公四郎 / 編曲：近藤昭雄
  - 『School Days Ending Theme+』収録。
7. せつなさのグラデイション
  - 作詞：畑亜貴 / 作曲：冨田暁子 / 編曲：藤田淳平（Elements Garden）
  - 『あかね色に染まる坂 オリジナルサウンドトラック』収録。
8. True fairy tale from happy princess
  - 作詞：橋本みゆき / 作曲：田村信二 / 編曲：鈴木マサキ
  - 『はっぴぃプリンセス オリジナルサウンドトラック』収録。
9. FairlyLife
  - 作詞：川波無人 / 作曲・編曲：松浦貴雄
  - 初収録曲。
10. あかねの坂
  - 作詞：ヤマグチノボル / 作曲：橋本みゆき / 編曲：鈴木マサキ
  - 初収録曲。
11. natural tone
  - 作詞：西又葵 / 作曲：アッチョリケ / 編曲：鈴木マサキ
  - 『SHUFFLE! MEMORIES オリジナルサウンドトラック』収録。
12. Star☆drops
  - 作詞・作曲：橋本みゆき / 編曲：安瀬聖
  - 10thシングル。
13. 微熱S.O.S!!
  - 作詞：畑亜貴 / 作曲：黒須克彦 / 編曲：大久保薫
  - 9thシングル。オリジナルバージョンがアルバムに収録されるのは初である。
14. Brilliant Moment
  - 作詞・作曲：橋本みゆき / 編曲：鈴木マサキ
  - 初収録。本作のための書き下ろしでアルバムタイトル曲。
15. two of us
  - 作詞・作曲：橋本みゆき / 編曲：田辺トシノ
  - 『はっぴぃプリンセス オリジナルサウンドトラック』収録。

## タイアップ
- パソコンゲーム「明日の君と逢うために」OP主題歌（#1）
- テレビアニメ「君が主で執事が俺で」OP主題歌（#2）
- パソコンゲーム「プリンセスラバー!」OP主題歌（#3）
- パソコンゲーム「MagusTale 〜世界樹と恋する魔法使い〜」OP主題歌（#4）
- パソコンゲーム「さくらシュトラッセ」OP主題歌（#5）
- テレビアニメ「School Days」ED主題歌（#6）
- パソコンゲーム「あかね色に染まる坂」OP主題歌（#7）
- パソコンゲーム「はっぴぃプリンセス」OP主題歌（#8）、ED主題歌（#15）
- パソコンゲーム「FairlyLife」OP主題歌（#9）
- PS2ゲーム「あかね色に染まる坂 ぱられる」OP主題歌（#10）
- テレビアニメ「SHUFFLE! MEMORIES」ED主題歌（#11）
- パソコンゲーム「ほしフル 〜星藤学園天文同好会〜」OP主題歌（#12）
- テレビアニメ「アイドルマスター XENOGLOSSIA」OP主題歌（#13）